# Campeonato Europeu de Hóquei em Patins Masculino de 1959
O Campeonato Europeu de 1959 foi a 24.ª edição do Campeonato Europeu de Hóquei em Patins.

## Participantes
| País               | Participação | Melhor Resultado                                                      |
| Espanha            | 12.ª         | Campeão (1951, 1954, 1955 e 1957)                                     |
| Portugal           | 19.ª         | Campeão (1947, 1948, 1949, 1950, 1952 e 1956)                         |
| Itália             | 22.ª         | Campeão (1953)                                                        |
| Inglaterra         | 24.ª         | Campeão (1926, 1927, 1928, 1929, 1930, 1931, 1932, 1934, 1936 e 1939) |
| Alemanha Ocidental | 20.ª         | 2.º Lugar (1932 e 1934)                                               |
| Suíça              | 24.ª         | 2.º Lugar (1937)                                                      |
| Bélgica            | 23.ª         | 2.º Lugar (1947)                                                      |
| França             | 23.ª         | 2.º Lugar (1926, 1927, 1928, 1930 e 1931)                             |
| Holanda            | 10.ª         | 5.º Lugar (1952)                                                      |
| Noruega            | 4.ª          | 11.º Lugar (1956)                                                     |
| ------------------ | ------------ | --------------------------------------------------------------------- |

## Fase de Grupos

### Grupo A
|            | Portugal | Inglaterra | Países Baixos | Suíça | França |
| ---------- | -------- | ---------- | ------------- | ----- | ------ |
| Portugal   |          | 7-1        | 4-0           | 11-1  | 4-0    |
| Inglaterra |          |            | 3-0           | 4-5   | 4-1    |
| Holanda    |          |            |               | 6-5   | 4-3    |
| Suíça      |          |            |               |       | 2-2    |
| França     |          |            |               |       |        |

| CI. | Equipa     | Pts | J | V | E | D | GM | GS | DG  |
| --- | ---------- | --- | - | - | - | - | -- | -- | --- |
| 1.º | Portugal   | 8   | 4 | 4 | 0 | 0 | 26 | 2  | 24  |
| 2.º | Inglaterra | 4   | 4 | 2 | 0 | 2 | 12 | 13 | -1  |
| 3.º | Holanda    | 4   | 4 | 2 | 0 | 2 | 10 | 15 | -5  |
| 4.º | Suíça      | 3   | 4 | 1 | 1 | 2 | 13 | 23 | -10 |
| 5.º | França     | 1   | 4 | 0 | 1 | 3 | 6  | 14 | -8  |

### Grupo B
|                    | Espanha | Itália | Alemanha | Bélgica | Noruega |
| ------------------ | ------- | ------ | -------- | ------- | ------- |
| Espanha            |         | 3-1    | 2-2      | 3-2     | 14-0    |
| Itália             |         |        | 2-1      | 2-1     | 6-0     |
| Alemanha Ocidental |         |        |          | 0-3     | 14-0    |
| Bélgica            |         |        |          |         | 6-0     |
| Noruega            |         |        |          |         |         |

| CI. | Equipa             | Pts | J | V | E | D | GM | GS | DG  |
| --- | ------------------ | --- | - | - | - | - | -- | -- | --- |
| 1.º | Espanha            | 7   | 4 | 3 | 1 | 0 | 22 | 5  | 17  |
| 2.º | Itália             | 6   | 4 | 3 | 0 | 1 | 11 | 5  | 6   |
| 3.º | Alemanha Ocidental | 4   | 4 | 2 | 0 | 2 | 12 | 5  | 7   |
| 4.º | Bélgica            | 3   | 4 | 1 | 1 | 2 | 17 | 7  | 10  |
| 5.º | Noruega            | 0   | 4 | 0 | 0 | 4 | 0  | 40 | -40 |

## Fase Final - Milão

### 5.º-10.º
|     | Vencedor | Result. | Vencido            |      |
| --- | -------- | ------- | ------------------ | ---- |
| 9.º | França   | 5-1     | Noruega            | 10.º |
| 7.º | Suíça    | 3-2     | Alemanha Ocidental | 8.º  |
| 5.º | Bélgica  | 5-2     | Holanda            | 6.º  |

### Apuramento Campeão
|     | Equipe     | Pts | J | V | E | D | GM | GS | DG |
| --- | ---------- | --- | - | - | - | - | -- | -- | -- |
| 1.º | Portugal   | 6   | 3 | 3 | 0 | 0 | 11 | 5  | 6  |
| 2.º | Espanha    | 4   | 3 | 2 | 0 | 1 | 10 | 9  | 1  |
| 3.º | Itália     | 2   | 3 | 1 | 0 | 2 | 8  | 9  | -1 |
| 4.º | Inglaterra | 0   | 3 | 0 | 0 | 3 | 7  | 13 | -6 |

|            | Portugal | Espanha | Itália | Inglaterra |
| ---------- | -------- | ------- | ------ | ---------- |
| Portugal   |          | 5-2     | 4-2    | 2-1        |
| Espanha    |          |         | 2-1    | 6-3        |
| Itália     |          |         |        | 5-3        |
| Inglaterra |          |         |        |            |

## Classificação final
| Lugar | Seleção            | J | V | E | D | GM | GS | Dif. |
| ----- | ------------------ | - | - | - | - | -- | -- | ---- |
|       | Portugal           | 7 | 7 | 0 | 0 | 37 | 7  | +30  |
|       | Espanha            | 7 | 5 | 1 | 1 | 32 | 14 | +18  |
|       | Itália             | 7 | 4 | 0 | 3 | 19 | 14 | +5   |
| 4     | Inglaterra         | 7 | 2 | 0 | 5 | 19 | 26 | -7   |
| 5     | Bélgica            | 5 | 2 | 1 | 2 | 22 | 9  | +13  |
| 6     | Holanda            | 5 | 2 | 0 | 3 | 12 | 20 | -8   |
| 7     | Suíça              | 5 | 2 | 1 | 2 | 16 | 25 | -9   |
| 8     | Alemanha Ocidental | 5 | 2 | 0 | 3 | 14 | 8  | +6   |
| 9     | França             | 5 | 1 | 1 | 3 | 11 | 15 | -4   |
| 10    | Noruega            | 5 | 0 | 0 | 5 | 1  | 45 | -44  |

| Campeões Europeus 1955 |
| ---------------------- |
| Portugal               |
| PORTUGAL 7.º Título    |